# Pontefract Collieries FC
Pontefract Collieries FC (celým názvem: Pontefract Collieries Football Club) je anglický fotbalový klub, který sídlí ve městě Pontefract v metropolitním hrabství West Yorkshire. Založen byl v roce 1958. Od sezóny 2018/19 hraje v Northern Premier League Division One East (8. nejvyšší soutěž). Klubové barvy jsou modrá a bílá.
Své domácí zápasy odehrává na Harratt Nissan Stadium s kapacitou 1 200 diváků.

## Úspěchy v domácích pohárech
Zdroj: 
- FA Cup
  - 1. předkolo: 1995/96, 1997/98, 2016/17
- FA Vase
  - 2. kolo: 2002/03

## Umístění v jednotlivých sezonách
Stručný přehled
Zdroj: 
- 1979–1982: Yorkshire Football League (Division Three)
- 1982–1983: Northern Counties East League (Division Two North)
- 1983–1984: Northern Counties East League (Division One North)
- 1984–1995: Northern Counties East League (Premier Division)
- 1995–1996: Northern Counties East League (Division One)
- 1996–1999: Northern Counties East League (Premier Division)
- 1999–2015: Northern Counties East League (Division One)
- 2015–2016: Northern Counties East League (Premier Division)
- 2016–2017: Northern Counties East League (Division One)
- 2017–2018: Northern Counties East League (Premier Division)
- 2018– : Northern Premier League (Division One East)

Jednotlivé ročníky
Zdroj: 
Legenda: Z - zápasy, V - výhry, R - remízy, P - porážky, VG - vstřelené góly, OG - obdržené góly, +/- - rozdíl skóre, B - body, červené podbarvení - sestup, zelené podbarvení - postup, fialové podbarvení - reorganizace, změna skupiny či soutěže
| Sezóny  | Liga                                             | Úroveň | Z  | V  | R  | P  | VG  | OG  | +/- | B   | Pozice |
| ------- | ------------------------------------------------ | ------ | -- | -- | -- | -- | --- | --- | --- | --- | ------ |
| 2009/10 | Northern Counties East League (Division One)     | 10     | 34 | 17 | 8  | 9  | 59  | 49  | +10 | 59  | 5.     |
| 2010/11 | Northern Counties East League (Division One)     | 10     | 38 | 19 | 11 | 8  | 85  | 51  | +34 | 68  | 5.     |
| 2011/12 | Northern Counties East League (Division One)     | 10     | 38 | 23 | 3  | 12 | 86  | 49  | +37 | 72  | 5.     |
| 2012/13 | Northern Counties East League (Division One)     | 10     | 42 | 24 | 6  | 12 | 88  | 50  | +38 | 78  | 5.     |
| 2013/14 | Northern Counties East League (Division One)     | 10     | 42 | 20 | 13 | 9  | 96  | 58  | +38 | 73  | 9.     |
| 2014/15 | Northern Counties East League (Division One)     | 10     | 42 | 29 | 4  | 9  | 113 | 43  | +70 | 91  | 2.     |
| 2015/16 | Northern Counties East League (Premier Division) | 9      | 42 | 11 | 6  | 25 | 60  | 110 | -50 | 39  | 20.    |
| 2016/17 | Northern Counties East League (Division One)     | 10     | 42 | 30 | 5  | 7  | 123 | 48  | +75 | 95  | 2.     |
| 2017/18 | Northern Counties East League (Premier Division) | 9      | 42 | 33 | 3  | 6  | 134 | 38  | +96 | 102 | 1.     |
| 2018/19 | Northern Premier League (Division One East)      | 8      | 38 |    |    |    |     |     |     |     |        |